# Augustus FitzGerald, 3.º Duque de Leinster
Augustus Frederick FitzGerald, 3.º Duque de Leinster (21 de agosto de 1791 – 10 de fevereiro/outubro de 1874) foi um nobre anglo-irlandês e maçom, intitulado Marquês de Kildare desde o nascimento até 1804. Nasceu e faleceu em Carton House. FitzGerald foi Grande-Mestre da Grande Loja da Irlanda durante a maior parte do século XIX, ocupando o cargo durante 61 anos, de 1813 até 1874.

## Família
FitzGerald foi o filho mais velho sobrevivente de William FitzGerald, 2.º Duque de Leinster e da sua esposa, Emilia Olivia St George, filha do 1.º Barão de St George. Herdou o ducado do pai em 1804. A 16 de junho de 1818, Leinster casou com Charlotte Augusta Stanhope (15 de fevereiro de 1793 – 15 de fevereiro de 1859), a terceira filha de Charles Stanhope, 3.º Conde de Harrington. Tiveram quatro filhos:
- Charles FitzGerald, 4.º Duque de Leinster (1819–1887);
- Gerald FitzGerald (Londres, 6 de janeiro de 1821 – 23 de setembro de 1886), casou a 9 de junho de 1862 com Anne Agnes Barker (falecida a 6 de junho de 1913);
- Jane Seymour FitzGerald (falecida a 3 de novembro de 1898), casou a 5 de setembro de 1848 com George William John Repton (1818–1906);
- Otho Augustus FitzGerald (1827–1882).

## Carreira política
Leinster foi nomeado Custos Rotulorum de Kildare em 1819 e Lord Lieutenant de Kildare em 1831, ocupando ambos os cargos durante toda a vida. Em 1831, foi admitido no Conselho Privado da Irlanda e no Conselho Privado da Grã-Bretanha e foi Lord High Constable of Ireland nas coroações do Rei Guilherme IV e da Rainha Vitória. Foi Comissário de Educação Nacional da Irlanda de 1836 a 1841.

## Maçonaria
Em 1813, foi escolhido Grande-Mestre da Grande Loja da Irlanda, cargo que ocupou até à sua morte em 1874. Sob a liderança de FitzGerald e do seu Secretário-Geral Adjunto, John Fowler (1769-1856), todos os movimentos maçónicos tornaram-se altamente centralizados na Irlanda e não podiam operar sem a aprovação da Grande Loja.
O Rito de Misraim de Marc Bédarride foi importado da França para a Irlanda durante o período de FitzGerald. Supõe-se que um dos irmãos Bédarride tenha visitado a Irlanda em 1820 e, em fevereiro de 1821, foi formado um conselho de dezessete membros do Rito, incluindo FitzGerald, Fowler, Dumoulin, Norman, Mitchell, Trim e Jamar (um francês residente em Dublin). Proibido na França pelo governo em 1822, continuou a existir na Irlanda como parte do Supremo Grande Conselho de Ritos (aprovado pela Grande Loja da Irlanda), estabelecido a 28 de janeiro de 1838.